# Olympische Sommerspiele 1972/Leichtathletik – 5000 m (Männer)
Der 5000-Meter-Lauf der Männer bei den Olympischen Spielen 1972 in München wurde am 7. und 10. September 1972 im Olympiastadion München ausgetragen. 61 Athleten nahmen teil.
Olympiasieger wurde der Finne Lasse Virén. Die Silbermedaille gewann der Tunesier Mohamed Gammoudi, Bronze ging an den Briten Ian Stewart.
Für die Bundesrepublik Deutschland – offiziell Deutschland – starteten Harald Norpoth, Wolfgang Riesinger und Jürgen May. May und Riesinger scheiterten in ihren Vorläufen. Norpoth erreichte das Finale und wurde dort Sechster.

Die DDR wurde durch Frank Eisenberg vertreten, der im Finale Rang neun erreichte.

Der Schweizer Fritz Rüegsegger schied im Vorlauf aus.

Läufer aus Österreich und Liechtenstein nahmen nicht teil.

## Rekorde

### Bestehende Rekorde
| Weltrekord         | 13:16,6 min | Ron Clarke ( Australien)     | Stockholm, Schweden             | 6. Juli 1966      |
| Olympischer Rekord | 13:39,6 min | Wolodymyr Kuz ( Sowjetunion) | Finale OS Melbourne, Australien | 28. November 1956 |

### Rekordverbesserungen
Der seit 1956 bestehende olympische Rekord wurde zweimal verbessert:
- 13:31,8 min – Emiel Puttemans (Belgien), zweiter Vorlauf am 7. September
- 13:26,42 min – Lasse Virén (Finnland), Finale am 10. September

## Durchführung des Wettbewerbs
Die Athleten traten am 7. September zu insgesamt fünf Vorläufen an. Die jeweils zwei Laufersten – hellblau unterlegt – sowie die nachfolgend vier Zeitschnellsten – hellgrün unterlegt – erreichten das Finale am 10. September.

## Zeitplan
7. September, 14:30 Uhr: Vorläufe

10. September, 15:10 Uhr: Finale

## Vorrunde
Datum: 7. September 1972, ab 14:30 Uhr

### Vorlauf 1

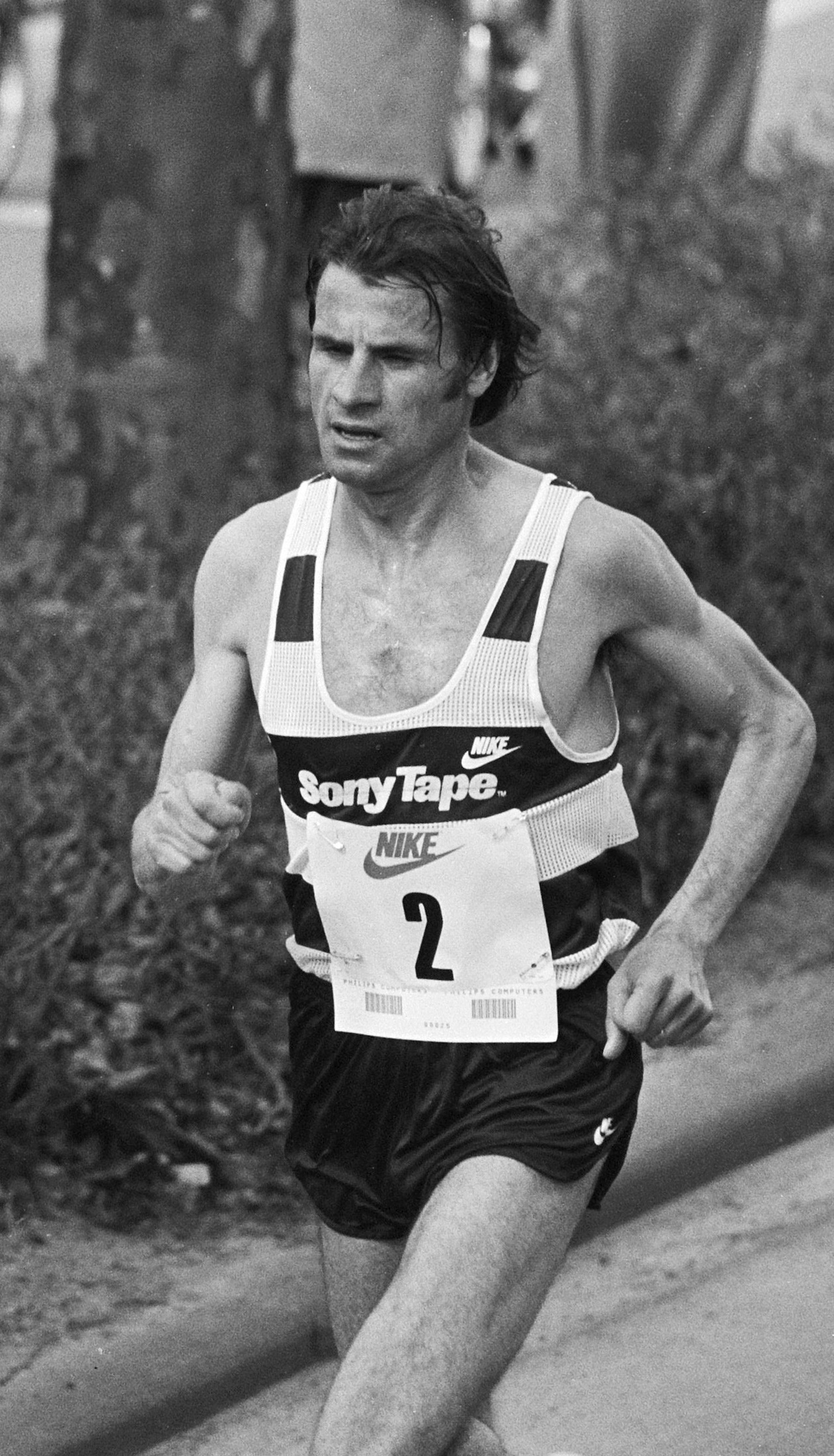
Carlos Lopes – 1976 Olympiazweiter über 10.000 Meter und 1984 Marathon-Olympiasieger – erreichte als Neunter des ersten Vorlaufs nicht das Finale

| Platz | Name              | Nation         | Zeit        |
| ----- | ----------------- | -------------- | ----------- |
| 1     | Mohamed Gammoudi  | Tunesien       | 13:49,8 min |
| 2     | David Bedford     | Großbritannien | 13:49,8 min |
| 3     | Ben Jipcho        | Kenia          | 13:56,8 min |
| 4     | Anders Gärderud   | Schweden       | 13:57,2 min |
| 5     | Michael Keogh     | Irland         | 13:57,8 min |
| 6     | René Goris        | Belgien        | 13:57,8 min |
| 7     | Arne Risa         | Norwegen       | 14:01,6 min |
| 8     | Takaharu Koyama   | Japan          | 14:12,6 min |
| 9     | Carlos Lopes      | Portugal       | 14:29,6 min |
| 10    | Esau Adenji       | Kamerun        | 15:19,6 min |
| 11    | Phang Cue Suppiah | Singapur       | 15:36,6 min |
| DNS   | Jadour Haddou     | Marokko        |             |
| DNS   | Siatka Badji      | Senegal        |             |
| DNS   | Dane Korica       | Jugoslawien    |             |

### Vorlauf 2

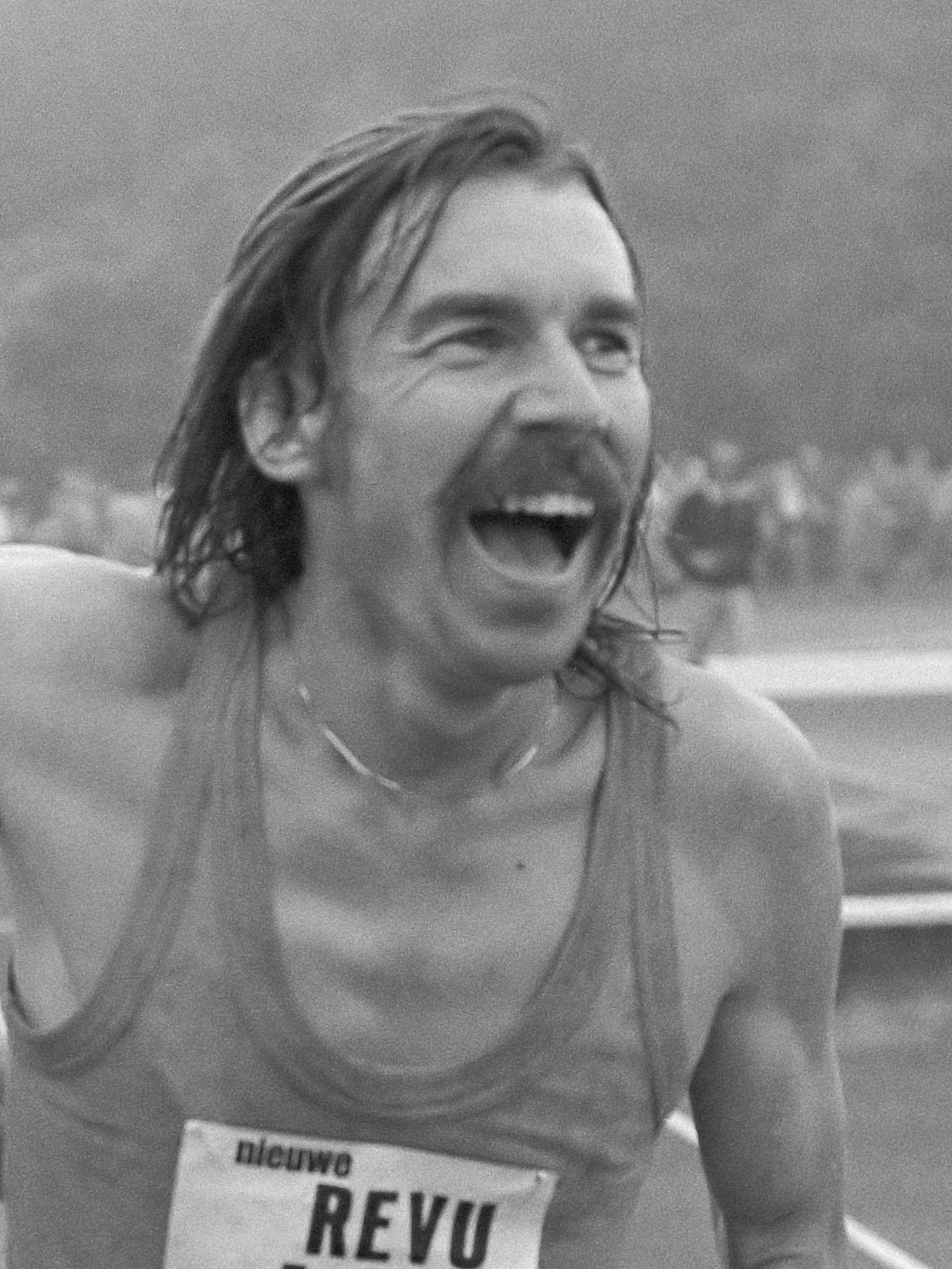
Dick Quax (im Jahr 1977) – ausgeschieden als Neunter des zweiten Vorlaufs

| Platz | Name              | Nation         | Zeit        | Anmerkung |
| ----- | ----------------- | -------------- | ----------- | --------- |
| 1     | Emiel Puttemans   | Belgien        | 13:31,8 min | OR        |
| 2     | Steve Prefontaine | USA            | 13:32,6 min |           |
| 3     | Harald Norpoth    | BR Deutschland | 13:33,4 min |           |
| 4     | Javier Álvarez    | Spanien        | 13:36,6 min |           |
| 5     | Grant McLaren     | Kanada         | 13:43,8 min |           |
| 6     | Pedro Miranda     | Mexiko         | 13:45,2 min |           |
| 7     | Wladimir Afonin   | Sowjetunion    | 14:08,6 min |           |
| 8     | Raymond Zembri    | Frankreich     | 14:34,4 min |           |
| 9     | Dick Quax         | Neuseeland     | 14:35,2 min |           |
| 10    | Gert Kærlin       | Dänemark       | 14:39,2 min |           |
| 11    | Carlos Cuque      | Guatemala      | 15:53,4 min |           |
| DNS   | Michail Jelew     | Bulgarien      |             |           |
| DNS   | Rafael Pérez      | Costa Rica     |             |           |
| DNS   | Kerry O’Brian     | Australien     |             |           |

### Vorlauf 3

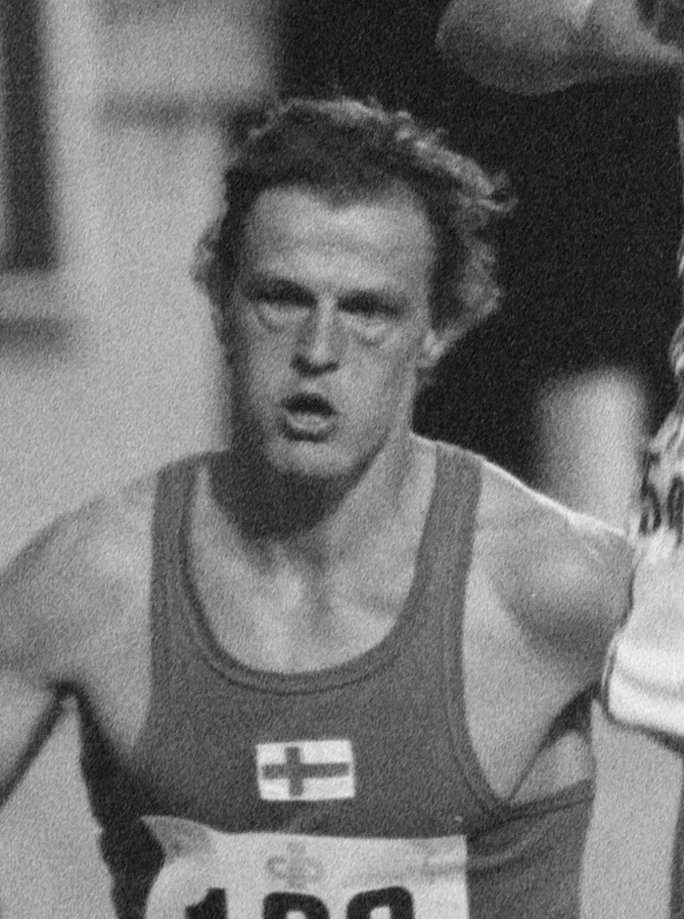
Tapio Kantanen – 1976 Olympiadritter über 3000 m Hindernis – ausgeschieden als Sechster des dritten Vorlaufs
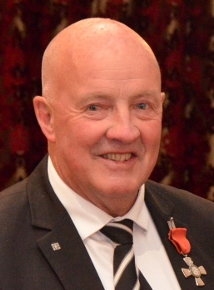
Richard Tayler (Foto: 2014) – ausgeschieden als Zehnter des dritten Vorlaufs

| Platz | Name                | Nation           | Zeit        |
| ----- | ------------------- | ---------------- | ----------- |
| 1     | Ian McCafferty      | Großbritannien   | 13:38,2 min |
| 2     | Frank Eisenberg     | DDR              | 13:38,4 min |
| 3     | Per Halle           | Norwegen         | 13:38,6 min |
| 4     | Dušan Moravčík      | Tschechoslowakei | 13:40,4 min |
| 5     | Paul Mose           | Kenia            | 13:41,4 min |
| 6     | Tapio Kantanen      | Finnland         | 13:42,0 min |
| 7     | Tony Benson         | Australien       | 13:42,8 min |
| 8     | Boualem Rahoui      | Algerien         | 13:45,0 min |
| 9     | Tekle Fetinsa       | Äthiopien        | 13:50,4 min |
| 10    | Richard Tayler      | Neuseeland       | 13:56,2 min |
| 11    | Edward Sequeira     | Indien           | 14:01,4 min |
| 12    | John Hartnett       | Irland           | 14:34,6 min |
| 13    | Abdullah Al-Mabrouk | Saudi-Arabien    | 15:51,0 min |
| DNS   | Jos Hermens         | Niederlande      |             |

### Vorlauf 4

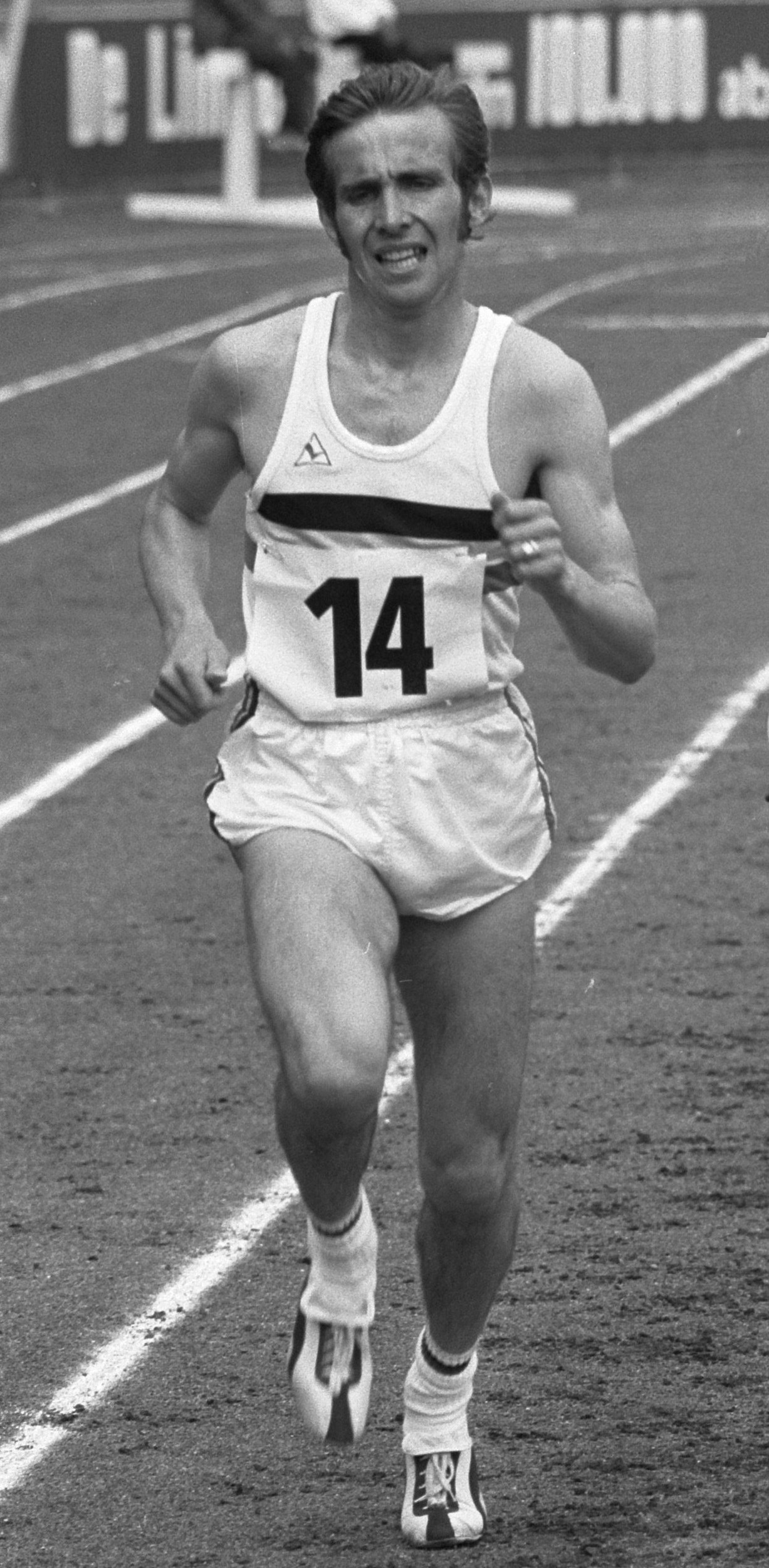
Willy Polleunis – ausgeschieden als Fünfter des vierten Vorlaufs

| Platz | Name               | Nation         | Zeit        |
| ----- | ------------------ | -------------- | ----------- |
| 1     | Juha Väätäinen     | Finnland       | 13:32,8 min |
| 2     | Ian Stewart        | Großbritannien | 13:33,0 min |
| 3     | Mariano Haro       | Spanien        | 13:36,4 min |
| 4     | Tolossa Kotu       | Äthiopien      | 13:40,4 min |
| 5     | Willy Polleunis    | Belgien        | 13:52,6 min |
| 6     | Nikolai Puklakow   | Sowjetunion    | 13:57,6 min |
| 7     | Mario Pérez        | Mexiko         | 13:58,2 min |
| 8     | Leonard Hilton     | USA            | 14:07,2 min |
| 9     | Wolfgang Riesinger | BR Deutschland | 14:15,2 min |
| 10    | Knut Børø          | Norwegen       | 14:15,8 min |
| 11    | Jørn Lauenborg     | Dänemark       | 14:18,8 min |
| 12    | Evans Mogaka       | Kenia          | 14:37,2 min |
| 13    | Damiano Musonda    | Sambia         | 14:37,4 min |
| DNS   | Ardelham Khamis    | Ägypten        |             |

### Vorlauf 5

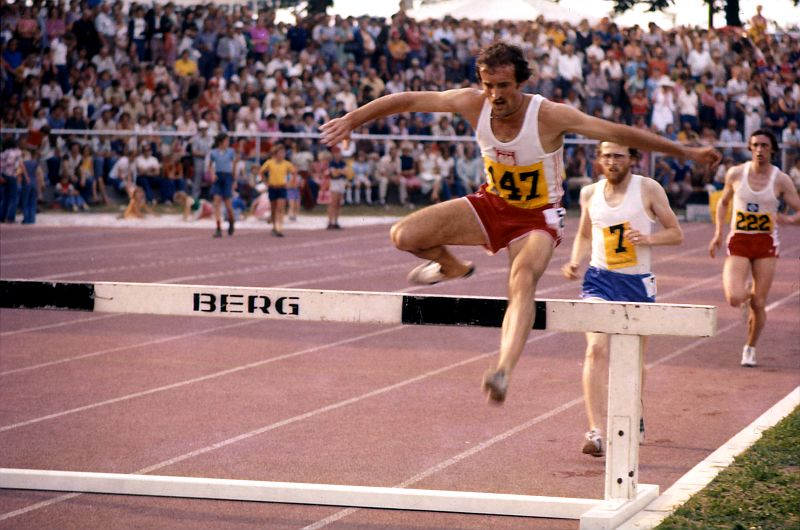
Bronisław Malinowski (hier bei einem Hindernislauf im Jahr 1976) – 1974 Europameister über 3000 m Hindernis – schied als Achter des fünften Vorlaufs aus
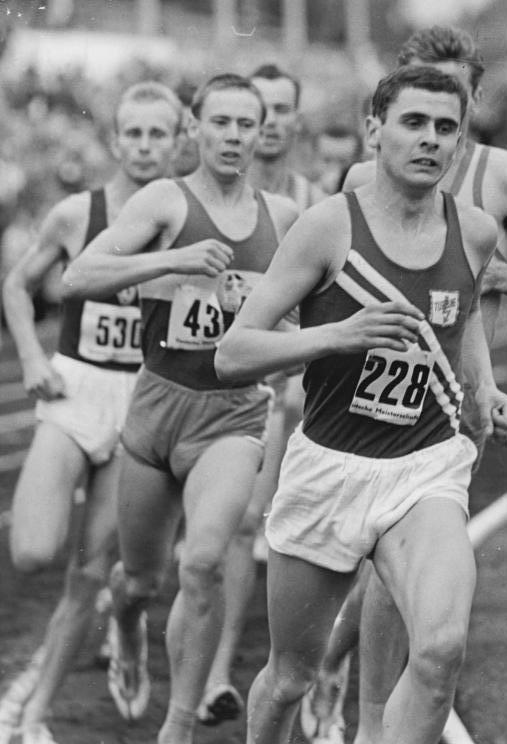
Jürgen May (führend in einem Rennen noch aus seiner Zeit als DDR-Läufer) – als Neunter des fünften Vorlaufs nicht im Finale

Miruts Yifter verpasste seinen Vorlauf, weil er einen falschen Stadioneingang genommen hatte. Er traf so nicht rechtzeitig zum Start ein.
| Platz | Name                 | Nation           | Zeit        |
| ----- | -------------------- | ---------------- | ----------- |
| 1     | Lasse Virén          | Finnland         | 13:38,4 min |
| 2     | Nikolai Swiridow     | Sowjetunion      | 13:38,4 min |
| 3     | Josef Jánský         | Tschechoslowakei | 13:39,8 min |
| 4     | George Young         | USA              | 13:41,2 min |
| 5     | Edmundo Warnke       | Chile            | 13:43,6 min |
| 6     | Bob Finlay           | Kanada           | 13:44,0 min |
| 7     | Keisuke Sawaki       | Japan            | 13:44,8 min |
| 8     | Bronisław Malinowski | Polen            | 13:48,2 min |
| 9     | Jürgen May           | BR Deutschland   | 14:06,6 min |
| 10    | Gavin Thorley        | Neuseeland       | 14:11,6 min |
| 11    | Hikmet Şen           | Türkei           | 14:26,0 min |
| 12    | Fritz Rüegsegger     | Schweiz          | 14:54,4 min |
| 13    | Usaia Sotutu         | Fidschi          | 15:24,2 min |
| DNS   | Miruts Yifter        | Äthiopien        |             |
| DNS   | Crispin Quispe       | Bolivien         |             |

## Finale

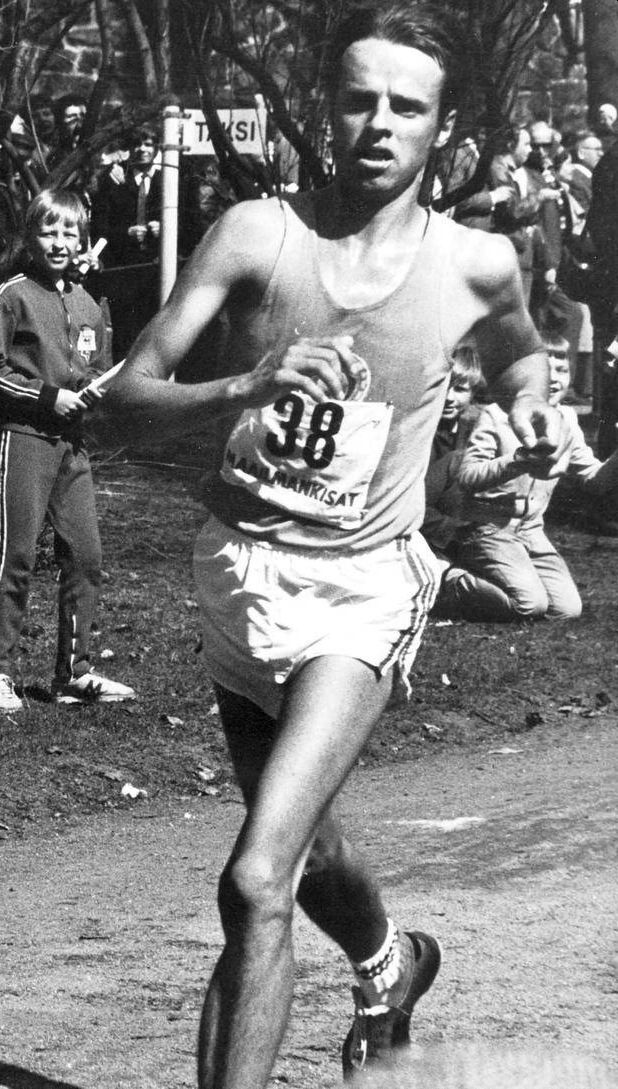
Zweites Gold bei diesen Spielen
für Lasse Virén (hier in einem Rennen des Jahres 1971)

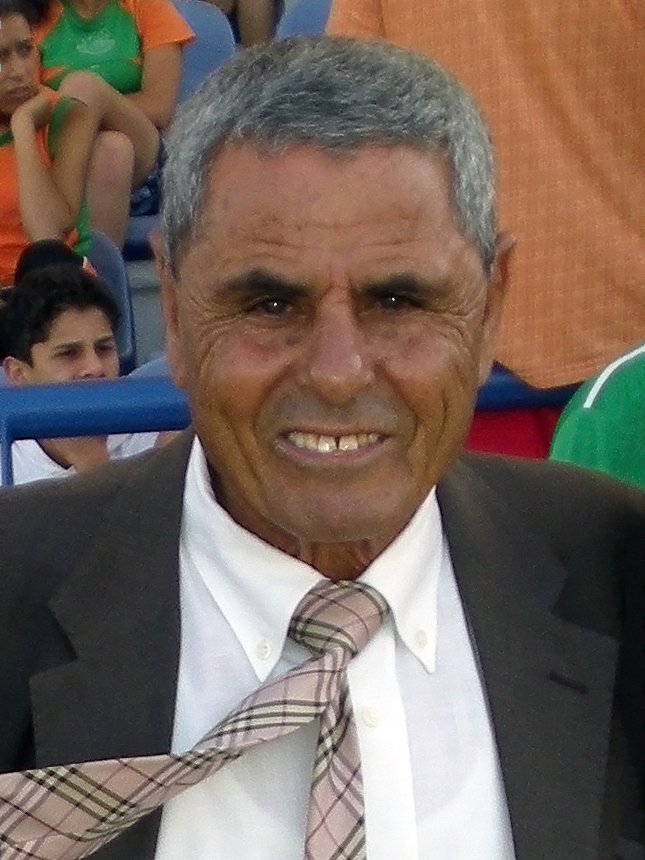
Nach Gold 1968 gab es hier Silber für Mohamed Gammoudi

Datum: 10. September 1972, 15:10 Uhr
| Platz | Name              | Nation         | Zeit         | Anmerkung |
| ----- | ----------------- | -------------- | ------------ | --------- |
| 1     | Lasse Virén       | Finnland       | 13:26,42 min | OR        |
| 2     | Mohamed Gammoudi  | Tunesien       | 13:27,33 min |           |
| 3     | Ian Stewart       | Großbritannien | 13:27,61 min |           |
| 4     | Steve Prefontaine | USA            | 13:28,25 min |           |
| 5     | Emiel Puttemans   | Belgien        | 13:30,82 min |           |
| 6     | Harald Norpoth    | BR Deutschland | 13:32,58 min |           |
| 7     | Per Halle         | Norwegen       | 13:34,38 min |           |
| 8     | Nikolai Swiridow  | Sowjetunion    | 13:39,31 min |           |
| 9     | Frank Eisenberg   | DDR            | 13:40,84 min |           |
| 10    | Javier Álvarez    | Spanien        | 13:41,83 min |           |
| 11    | Ian McCafferty    | Großbritannien | 13:43,20 min |           |
| 12    | David Bedford     | Großbritannien | 13:43,22 min |           |
| 13    | Juha Väätäinen    | Finnland       | 13:53,84 min |           |
| DNS   | Mariano Haro      | Spanien        |              |           |

| Zwischenzeiten      | Zwischenzeiten | Zwischenzeiten    | Zwischenzeiten |
| Zwischenzeit- Marke | Zwischenzeit   | Führende(r)       | 1000-m-Zeit    |
| ------------------- | -------------- | ----------------- | -------------- |
| 1000 m              | 2:46,3 min     | Nikolai Swiridow  | 2:46,3 min     |
| 2000 m              | 5:32,6 min     | Lasse Virén       | 2:46,3 min     |
| 3000 m              | 8:20,2 min     | Javier Álvarez    | 2:47,6 min     |
| 4000 m              | 10:59,9 min    | Steve Prefontaine | 2:39,7 min     |
| 5000 m              | 13:26,4 min    | Lasse Virén       | 2:26,5 min     |

Es gab ein breites Favoritenfeld für dieses Rennen. Dazu gehörten nach seinem Olympiasieg über 10.000 Meter sieben Tage zuvor Lasse Virén aus Finnland, sein Landsmann Juha Väätäinen, Doppeleuropameister 1971 (5000/10.000 Meter), der erst 21-jährige US-Läufer Steve Prefontaine, der tunesische Olympiasieger von 1968 Mohamed Gammoudi, der Belgier Emiel Puttemans, Silbermedaillengewinner hier in München über 10.000 Meter, der Brite Ian Stewart, Europameister 1969, und auch der bundesdeutsche Läufer Harald Norpoth, zuletzt Dritter der Europameisterschaften 1971.
Das Finalrennen begann in verhaltenem Tempo, die Läufer blieben lange Zeit geschlossen zusammen. Vier Runden vor Schluss wagte Prefontaine einen Angriff, er steigerte das Tempo und das Feld riss auseinander An den Fersen des US-Amerikaners blieben Virén, Puttemans, Stewart und Gammoudi. Zu Beginn der letzten Runde übernahm Virén die Führung und forcierte noch einmal. Stewart und Puttemans fielen jetzt auch zurück. Vorne kämpften Gammoudi, Prefontaine und Virén mit ständig wechselnden Führungen um den Olympiasieg. Ausgangs der Kurve spurtete Lasse Virén an seinen Gegnern vorbei zur Goldmedaille vor Mohamed Gammoudi. Steve Prefontaine musste seinem hohen Tempo Tribut zollen und wurde noch von Ian Stewart, der die Bronzemedaille gewann, abgefangen. Emiel Puttemans kam auf Platz fünf. Den Spurt der nächsten Verfolgergruppe entschied Harald Norpoth für sich und belegte Rang sechs.
Auf den letzten Runden war das Rennen so schnell geworden (letzte 1000 Meter in 2:26,5 min), dass der im zweiten Vorlauf verbesserte olympische Rekord noch einmal um mehr als fünf Sekunden unterboten wurde. Um den noch einmal knapp zehn Sekunden besseren Weltrekord zu gefährden, hätte das Anfangstempo höher sein müssen.
Für Lasse Virén war es der zweite Olympiasieg in München. Eine Woche zuvor hatte er über 10.000 Meter triumphieren können.
Im dreizehnten olympischen Finale gewann Lasse Virén die sechste Goldmedaille für Finnland über 5000 Meter.

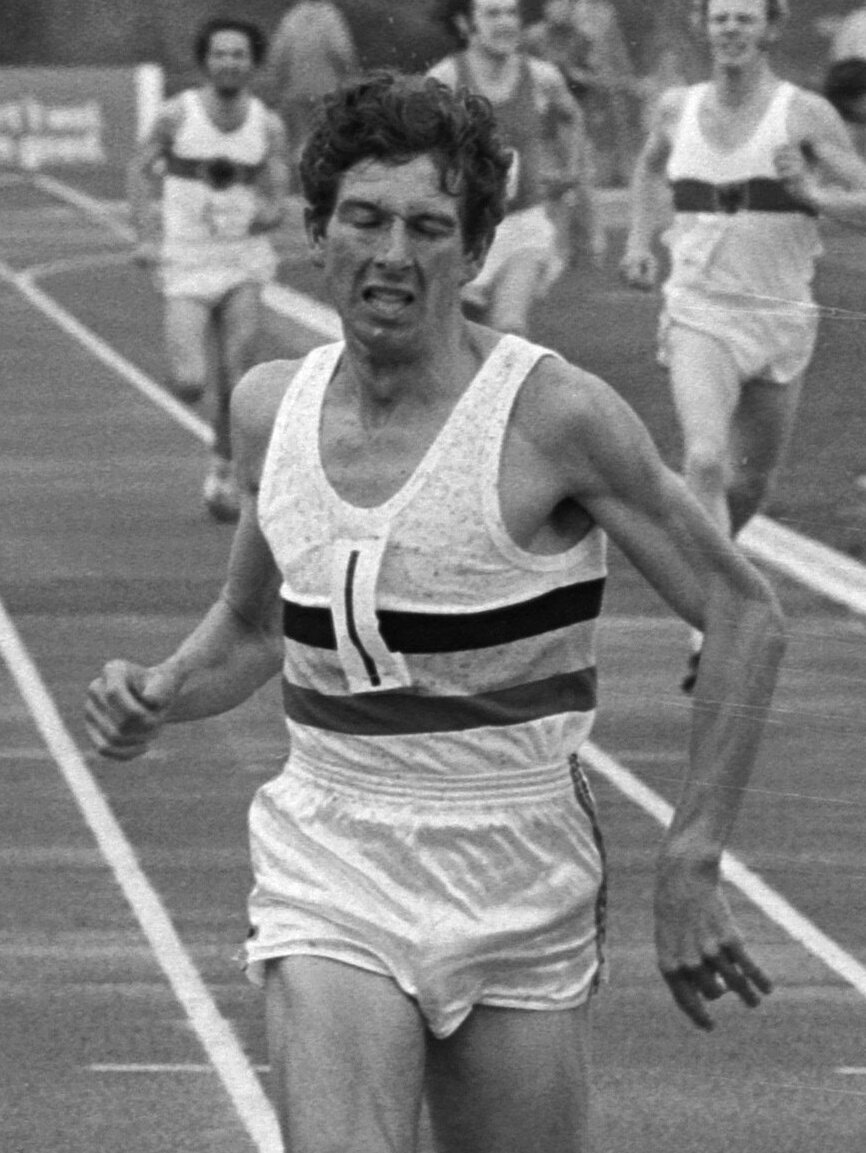
Emiel Puttemans (bei einem Rennen im Jahr 1974) belegte nach seinem Silbermedaillengewinn über 10.000 Meter in der Vorwoche nun Rang fünf
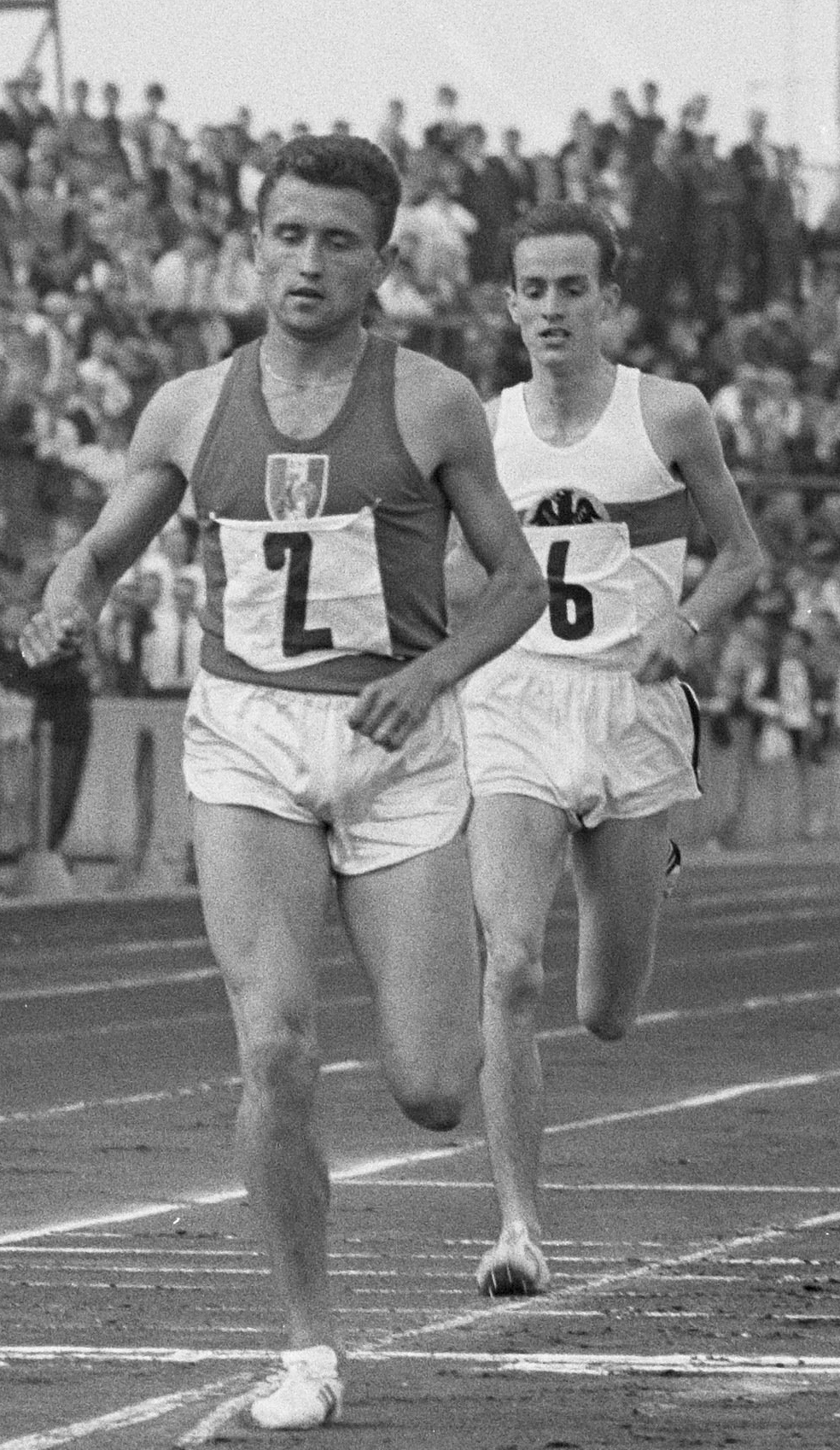
Der Olympiazweite von 1964 Harald Norpoth (rechts, in einem Rennen 1963) kam hier auf den sechsten Platz
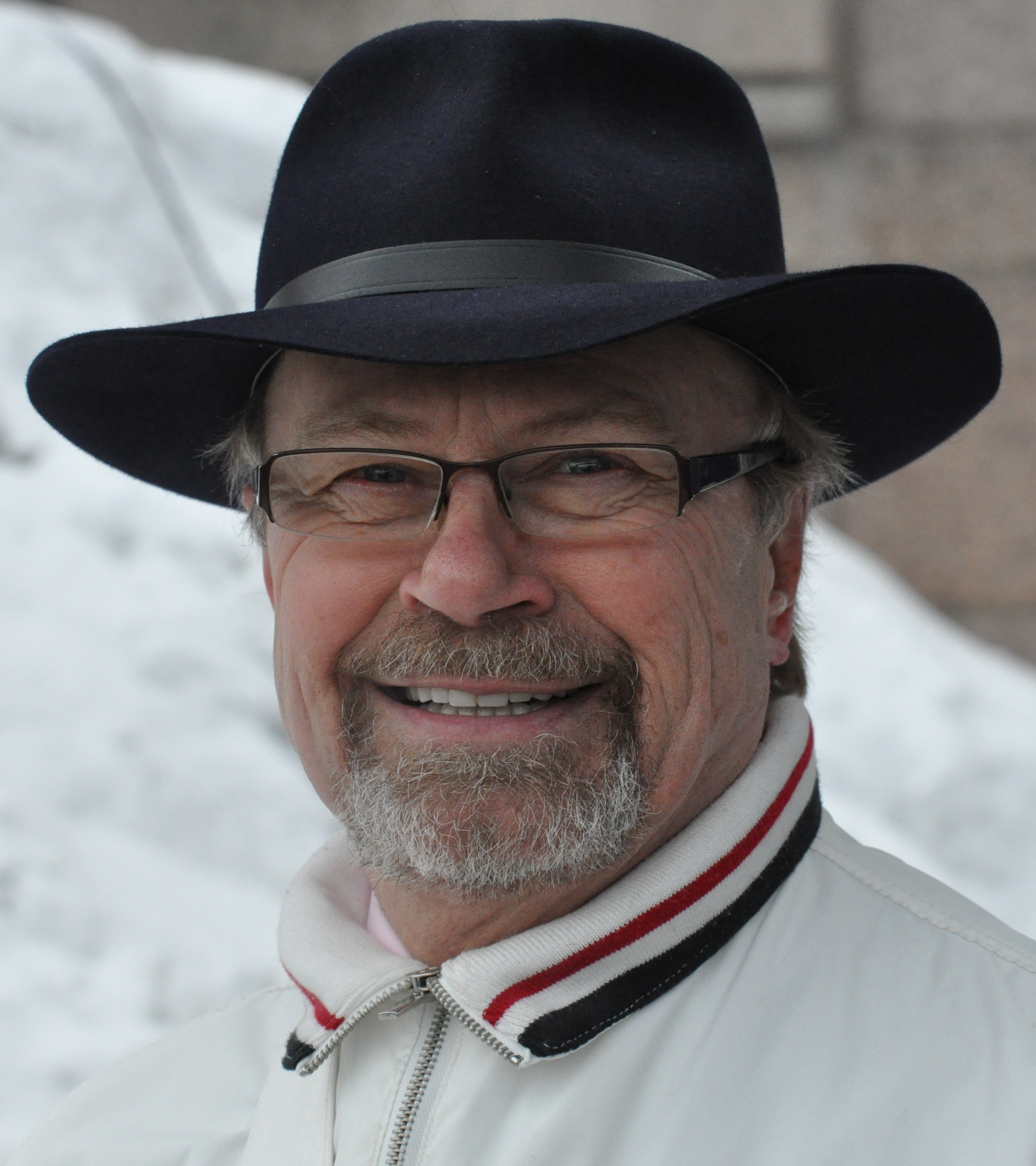
Der amtierende Europameister Juha Väätäinen (hier im Jahr 2011) erreichte Platz dreizehn
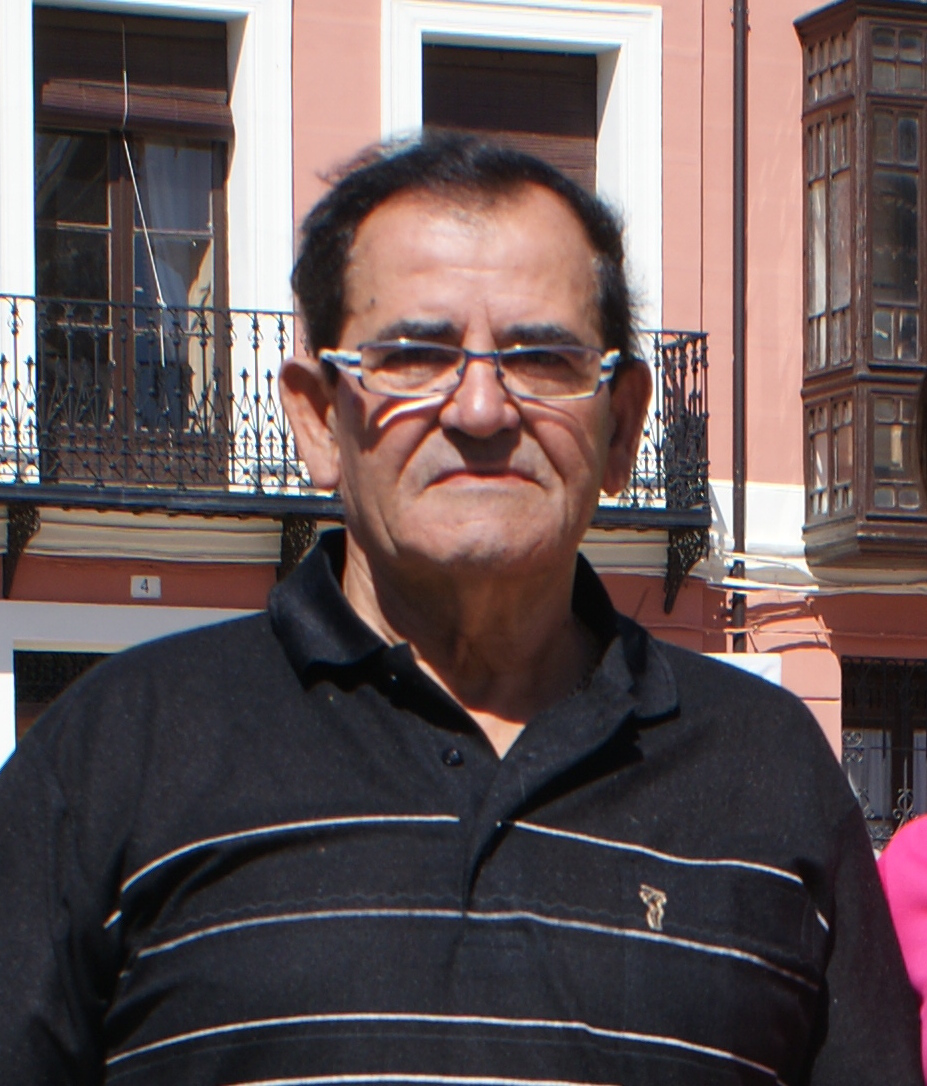
Mariano Haro beendete sein Finalrennen vorzeitig

## Videolinks
- Men's 5000m - Munich 1972, youtube.com, abgerufen 28. September 2021
- Steve Prefontaine's Gutsy 5000m at the 1972 Olympics, youtube.com, abgerufen 28. September 2021
- 1972 Olympics 5000m, veröffentlicht am 2. Dezember 2007 auf youtube.com, abgerufen am 19. November 2017